# Rivellia marginalis
Rivellia marginalis är en tvåvingeart som beskrevs av Friedrich Georg Hendel 1931. Rivellia marginalis ingår i släktet Rivellia och familjen bredmunsflugor.
Artens utbredningsområde är Sudan. Inga underarter finns listade i Catalogue of Life.